# Luca Devoti
Luca Devoti (Verona, 2 de enero de 1963) es un deportista italiano que compitió en vela en la clase Finn. 
Participó en dos Juegos Olímpicos de Verano, en los años 1996 y 2000, obteniendo una medalla de plata en Sídney 2000, en la clase Finn.
Ganó una medalla de plata en el Campeonato Mundial de Finn de 1997 y tres medallas en el Campeonato Europeo de Finn entre los años 1994 y 2002.

## Palmarés internacional
| \| Juegos Olímpicos \| Juegos Olímpicos \| Juegos Olímpicos \| Juegos Olímpicos \| \| Año \| Lugar \| Medalla \| Clase \| \| ------------------ \| ------------------ \| ---------------- \| ---------------- \| \| 2000 \| Sídney (Australia) \| Medalla de plata \| Finn \| \| Campeonato Mundial \| \| \| \| \| Año \| Lugar \| Medalla \| Clase \| \| 1997 \| Gdánsk (Polonia) \| Medalla de plata \| Finn \| \| Campeonato Europeo \| \| \| \| \| Año \| Lugar \| Medalla \| Clase \| \| 1994 \| Çeşme (Turquía) \| Medalla de plata \| Finn \| \| 1997 \| Split (Croacia) \| Medalla de oro \| Finn \| \| 2002 \| Çeşme (Turquía) \| Medalla de plata \| Finn \| |                    |                  |       |
| Juegos Olímpicos |                    |                  |       |
| Año | Lugar              | Medalla          | Clase |
| 2000 | Sídney (Australia) | Medalla de plata | Finn  |
| Campeonato Mundial |                    |                  |       |
| Año | Lugar              | Medalla          | Clase |
| 1997 | Gdánsk (Polonia)   | Medalla de plata | Finn  |
| Campeonato Europeo |                    |                  |       |
| Año | Lugar              | Medalla          | Clase |
| 1994 | Çeşme (Turquía)    | Medalla de plata | Finn  |
| 1997 | Split (Croacia)    | Medalla de oro   | Finn  |
| 2002 | Çeşme (Turquía)    | Medalla de plata | Finn  |